# 新美妙世界
《新美妙世界》是由史克威尔艾尼克斯的王国之心团队和h.a.n.d.工作室共同开发的动作角色扮演游戏，为《這個美妙的世界》的续作，于2021年7月27日登陆任天堂Switch和PlayStation 4平台，2021年9月28日登陆Microsoft Windows平台。
游戏舞台与前作相同，仍位于东京涩谷商业区。玩家操纵的主角“龙胆”与朋友“弗雷特”、新结识的“梛”、前作的死神“南师”组队参加了死神游戏，使用徽章来攻击敌人“噪音”，与其他队伍争夺游戏的胜利。前作登场的音操等角色也会在本作登场。
游戏于2020年11月24日正式公开，宣布于2021年夏季发售。2021年4月9日，确定了本作的发售日期，并追加了Windows平台。2021年6月26日本作试玩版发布。